# ラ・トロピカル・アミサ・ボンゴ
ラ・トロピカル・アミサ・ボンゴ（La Tropicale Amissa Bongo）は例年1月下旬、ガボンで開催される、自転車競技、ロードレースにおける、ステージレースの名称。UCIアフリカツアー2.1カテゴリ。

## 概要
41年間にわたりガボンの大統領を務めたオマール・ボンゴ・オンディンバの実娘であるアミサ・ボンゴに敬意を表して名称がつけられた。毎年1月下旬に開催され、アフリカのナショナルチームや、ヨーロッパ（特にフランス）のプロチームも、本格的なレースシーズン前のレース機会を得るために出場している。2017年には日本のインタープロ・サイクリングアカデミーも出場した。2008年に2クラスから1クラスに昇格し2018年現在、UCIアフリカツアー唯一のカテゴリ1レースである。

## 歴代優勝者
| 年   | 優勝                     | 準優勝                     | 3位                          |      |
| ---- | ------------------------ | -------------------------- | ---------------------------- | ---- |
| 2006 | ユシ・ヴァイカネン       | フレデリック・ゲドン       | イェフゲニー・ソコロフ       |      |
| 2007 | フレデリック・ゲドン     | ピエール・ロラン           | ユシ・ヴァイカネン           |      |
| 2008 | リリアン・ジェグ         | ヤン・ピヴォワ             | ロニー・マルシア             |      |
| 2009 | マテュー・ラダニュー     | フェリペ・カルドーゾ       | ピエール・ロラン             |      |
| 2010 | アントニー・シャルトー   | イアン・マクレオド         | ジュリアン・ルベ             |      |
| 2011 | アントニー・シャルトー   | アンディ・カペレ           | アディル・ジェロール         |      |
| 2012 | アントニー・シャルトー   | メロン・ルッソム           | アディル・ジェロール         |      |
| 2013 | ヨアン・ジェーヌ         | スフィアンヌ・ハディ       | ガエタン・ビル               |      |
| 2014 | ナトナエル・ベルハネ     | ルイス・レオン・サンチェス | エゴイツ・ガルシア           |      |
| 2015 | ラファー・シティウィ     | ジョヴァンニ・ベルノードー | アブデルカデル・ベルモクタル |      |
| 2016 | アドリアン・プティ       | アンドレア・パリーニ       | アントニー・ドゥラプラス     |      |
| 2017 | ヨアン・ジェーヌ         | テスフォム・オクバマリアム | ニコデムス・ホラー           |      |
| 2018 | ジョセフ・アレルヤ       | ニコデムス・ホラー         | ダミアン・ゴダン             |      |
| 2019 | ニコロ・ボニファツィーノ | ロレンゾ・マンザン         | アンドレ・グライペル         |      |
| 2020 | Jordan Levasseur         | Natnael Tesfatsion         | エマニュエル・モラン         |      |
| 2021 | 中止                     | 中止                       | 中止                         | 中止 |
| 2022 | 中止                     | 中止                       | 中止                         | 中止 |
| 2023 | ジョフレ・スープ         | Hamza Amari                | Christopher Lagane           |      |

## 統計
| 回数 | 選手名                 | 年度               |
| ---- | ---------------------- | ------------------ |
| 3    | アントニー・シャルトー | 2010、2011、2012年 |
| 2    | ヨアン・ジェーヌ       | 2013、2017年       |

| 回数 | 国                                             |
| ---- | ---------------------------------------------- |
| 9    | フランス                                       |
| 1    | エリトリア, フィンランド, チュニジア, ルワンダ |